# 스피어먼 상관 계수

위 그래프처럼 두 변수 X와 Y가 선형 관계가 아니더라도 스피어만 상관 계수는 1이 될 수 있다. 하지만 +1의 피어슨 상관 계수를 보장하지는 않는다.

위 그래프처럼 데이터가 뚜렷한 경향성을 보이지 않을 경우에 스피어만 상관 계수와 피어슨 상관 계수는 비슷한 값을 가진다.

스피어만 상관 계수는 피어슨 상관 계수에 비해 이상치에 덜 민감하다. 이는 스피어만 상관 계수의 ρ가 이상치를 그 값이 아닌 순위로써만 고려하기 때문이다.

통계에서 스피어먼 상관 계수는 두 변수의 순위 사이의 통계적 의존성을 측정하는 비모수적인 척도이다. 이는 두 변수의 관계가 단조함수(單調函數,monotonic function)를 사용하여 얼마나 잘 설명될 수 있는지를 평가한다.
두 변수 간의 스피어먼 상관 계수는 두 변수의 순위 값 사이의 피어슨 상관 계수와 같다. 따라서 칼 피어슨의 상관 계수가 두 변수 사이의 선형 관계를 평가하는 반면 찰스 스피어먼의 상관 계수는 단조 적 관계 (선형인지 여부는 아님)를 평가한다.  중복 데이터 값이 없으면 각 변수가 다른 변수의 완벽한 단조 함수 일 때 +1 또는 -1의 완벽한 스피어만 상관 관계가 발생한다.

## 정의 및 계산
스피어먼 상관 계수는 순위가 매겨진 변수 간의 피어슨 상관 계수 로 정의된다.
따라서 통계적 계산에서 순서척도가 적용되는 상관분석에서는 스피어먼 상관 계수가 사용되며 간격척도가 적용되는 변수들 간의 분석에서는 피어슨 상관 계수가 사용된다.

## 같이 보기
- P-값